# 弗朗索瓦·杜瓦利埃
弗朗索瓦·杜瓦利埃（法語：François Duvalier，法語發音：[fʁɑ̃swa dyvalje]；1907年4月14日—1971年4月21日），綽號 ""（“医生爸爸”），海地总统兼独裁者。有些观点认为他任内赋予黑人多数权力

## 早年
杜瓦利埃生於太子港一個黑人中產家庭（父親是出身法屬馬丁尼克的教師兼記者）。1934年畢業於海地大学醫學院，從事醫務工作，發表了《黑人對人類文明的貢獻》和《黑非洲文明與海地問題》等著作，受到黑人特別是黑人中產階級和農民的支持。因為在二三十年代美國黑人提出黑人性運動，主張黑人的根在西非。1939年他和西蒙妮·奧維德结婚。1945年在美國讀了兩學期公共衛生，1944～1946年在美國駐海地衛生代表團工作，在鄉間行醫。
1946年出任全国保健服务总干事，1949年擔任海地政府勞工和公共衛生部長等職（他是迪馬瑟·埃斯蒂梅的學生）。這是海地幾十年來第一位黑人總統（在此之前只有黑白混血兒擔任總統）。在反对保罗·马格卢瓦尔的政变失敗之后他被迫躲起来直到1956年得到特赦。

## 家庭
他的兒子為讓-克洛德·杜瓦利埃，1971年4月22日，年僅19歲的他在父親弗朗索瓦·杜瓦利埃去世後(臨終前修憲把出任總統年齡由40歲改為18歲)，經公投以「100％贊成票」（僅一票反對票），同意他繼任其父成為終身職的海地總統，成為世界上最年輕的總統（這項記錄至今還未被任何一個國家的領袖打破）。

## 總統: 1957-1971
依托军队的支持，杜瓦利埃赢得1957年海地大选，成功當選為海地總統，同時新當選的議會幾乎完全由他的支持者組成。

### 巩固权力
杜瓦利埃上台後，建立特務機構，逮捕和迫害學生領袖和工會領袖，在政界、軍界、商業界、教育界和宗教界打擊反對派，由杜瓦利埃家族成員取而代之，以鞏固其獨裁統治。1958年時曾發生試圖要推翻總統的軍事政變，但沒有成功。
1964年修改憲法，取得終身總統頭銜，宣布禁止反對派活動。杜瓦利埃對外執行親美政策。1958年與美國簽訂軍事協定，聘請美國軍事使團改組和訓練海地軍隊，並向美國提供導彈基地。他除了普遍控制海地生活， 杜瓦利埃还在各地广泛建立自己的个人崇拜，自称这个岛屿国家和歷代海地領袖在他身体里。

### 对外关系
杜瓦利埃政权的腐败和高压政策引起美国肯尼迪政府的抵触美国嘗试寻找一个替代者，并希望阻止海地发生古巴一样的革命。然而1962年，杜瓦利埃政府勉强接受了美国将其作为反共堡垒的条件，美国遂缓解了对海地的制裁压力。肯尼迪遇刺之后杜瓦利埃声称肯尼迪之死是因为他已经对肯尼迪施加了诅咒。
1963年4月海地差些遭到多米尼加共和国的入侵，由于缺乏军方支持，多米尼加总统胡安·博什无法入侵。后來美洲国家组织调解了冲突。

### 恐怖统治
杜瓦利埃在国内用政治谋杀来压制对手，並成立專屬自己的民兵及祕密警察組織「通顿马库特」，這群只能由杜瓦利埃或心腹親自招募的組織身穿藍色制服、配戴隱藏良好的槍械，同時身兼祕密警察、民兵和地方基層組織幹部。在統治時期，實行海地政治巫毒教化。估计死者高达30000人。杜瓦利埃将军人集团对他的攻击视为更加严重的罪行(他也把所有武器充公至總統府，使軍方沒政變可能)。
1967年海地总统府附近引爆炸弹，导致20名总统卫队成员被判处死刑。这种恐怖统治措施使他的国家在他的严厉控制下保持稳定，直到1971年初去世。弗朗索瓦·杜瓦利埃19岁的儿子让-克洛德·杜瓦利埃成为他的接班人。
1969年4月28日，杜瓦利埃全面压制海地的所有共產黨人，並頒布了一項法律，規定共產主義活動，不管其形式是什麼，是危害國家安全，根據該法可起訴個人的死刑。

### 社會和經濟政策
杜瓦利埃採用恐嚇，鎮壓和優惠，創造了一個新的黑人精英階層以取代原有的穆拉托人。敲詐和賄赂盛行於國内企業。
許多受過良好教育的專業人士逃離海地，前往巴黎、紐約、邁阿密、蒙特婁和幾個法語非洲國家，加劇了已經嚴重缺乏醫生和教師的情况。
杜瓦利埃時代也以貪瀆聞名，他靠文學工作賺錢。他的小冊子《杜瓦利埃的思想》是以毛澤東文集為藍本的一個例子，在海地人中強行分發。杜瓦利埃的演講集每本價值15美元，每個海地公務員都必須購買。購買總統文集的錢中是從工資自動扣除的，如拒絕購買被視為反杜瓦利埃。杜瓦利埃家族成為巨額財富的擁有者：他們擁有許多莊園，在阿爾卡茲山谷佔有數百公頃肥沃的土地，農民不得不免費耕種。杜瓦利埃在瑞士銀行的存款達數億美元。

#### 托尔图加自由港
从1967年开始，德克萨斯州商人唐·皮埃尔松（Don Pierson）在美国首都和海地政府代表会面，希望租用一条Swinging Radio England的一艘船。1971年，皮埃尔松和海地政府提出合约，以99年为期获得托尔图加岛的租让权，试图建立托尔图加自由港。但是在签订合同以前，杜瓦利埃就去世了。他的儿子让-克洛德没收了整个计划，自由港没有建成。

## 死后追加处决
1986年，杜瓦利埃政权倒台后，海地民众自发在太子港的國家公墓（Grand Cemetery）弗朗索瓦·杜瓦利埃的墓地聚集起来，试图挖掘并鞭打他的尸体，以使其在末日审判时无法复活。但是他们发现杜瓦利埃的尸体早已经被转移走，于是转而挖掘了弗朗索瓦·杜瓦利埃政权一位支持者的坟墓，并对尸体进行了象征性处决。